# روتینا وسلی
روتینا وسلی (انگلیسی: Rutina Wesley؛ زادهٔ ۱ فوریهٔ ۱۹۷۹) هنرپیشه اهل ایالات متحده آمریکا است. وی از سال ۲۰۰۵ میلادی تاکنون مشغول فعالیت بوده‌است. از فیلم‌هایی که وی در آن نقش داشته می‌توان به سریال خون حقیقی و آخرین تعطیلات آخر هفته اشاره کرد.